# Ameletus browni
Ameletus browni är en dagsländeart som beskrevs av Mcdunnough 1933. Ameletus browni ingår i släktet Ameletus och familjen Ameletidae. Inga underarter finns listade i Catalogue of Life.